# BI Гончих Псов
BI Гончих Псов (лат. BI Canum Venaticorum) — кратная звезда в созвездии Гончих Псов на расстоянии приблизительно 730 световых лет (около 224 парсек) от Солнца. Возраст звезды определён как около 3,66 млрд лет.
Пара первого и второго компонентов — двойная затменная переменная звезда типа W Большой Медведицы (EW). Визуальная звёздная величина звезды — от +10,67m до +10,22m. Орбитальный период — около 0,3842 суток (9,2209 часа).
Открыта Рудольфом Киппенханом в 1955 году и Г. С. Филатовым в 1960 году**.

## Характеристики
Первый компонент — жёлто-белая звезда спектрального класса F2V, или F8, или F9V, или F9, или G0. Масса — около 1,58 солнечной, радиус — около 1,39 солнечного, светимость — около 2,38 солнечной. Эффективная температура — около 6093 K.
Второй компонент — жёлто-белая звезда спектрального класса F0. Масса — около 0,65 солнечной, радиус — около 0,94 солнечного, светимость — около 1,12 солнечной. Эффективная температура — около 6125 K.
Третий компонент — красный карлик спектрального класса M. Масса — около 103,27 юпитерианской (0,09858 солнечной). Удалён в среднем на 1,632 а.е..
Четвёртый компонент. Масса — не менее 0,58 солнечной. Орбитальный период — около 27 лет. Удалён в среднем на 2,62 а. е..